# Paul Siple

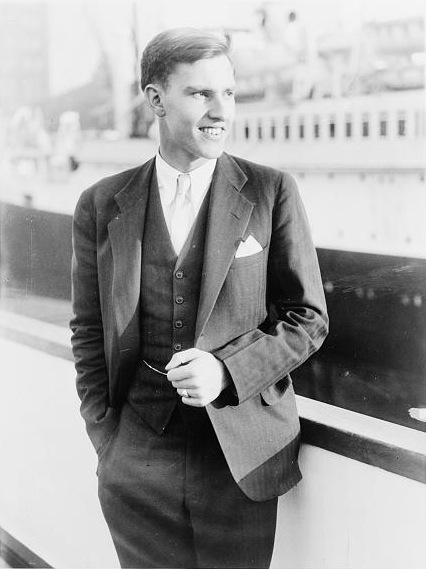
Paul Siple, 1932

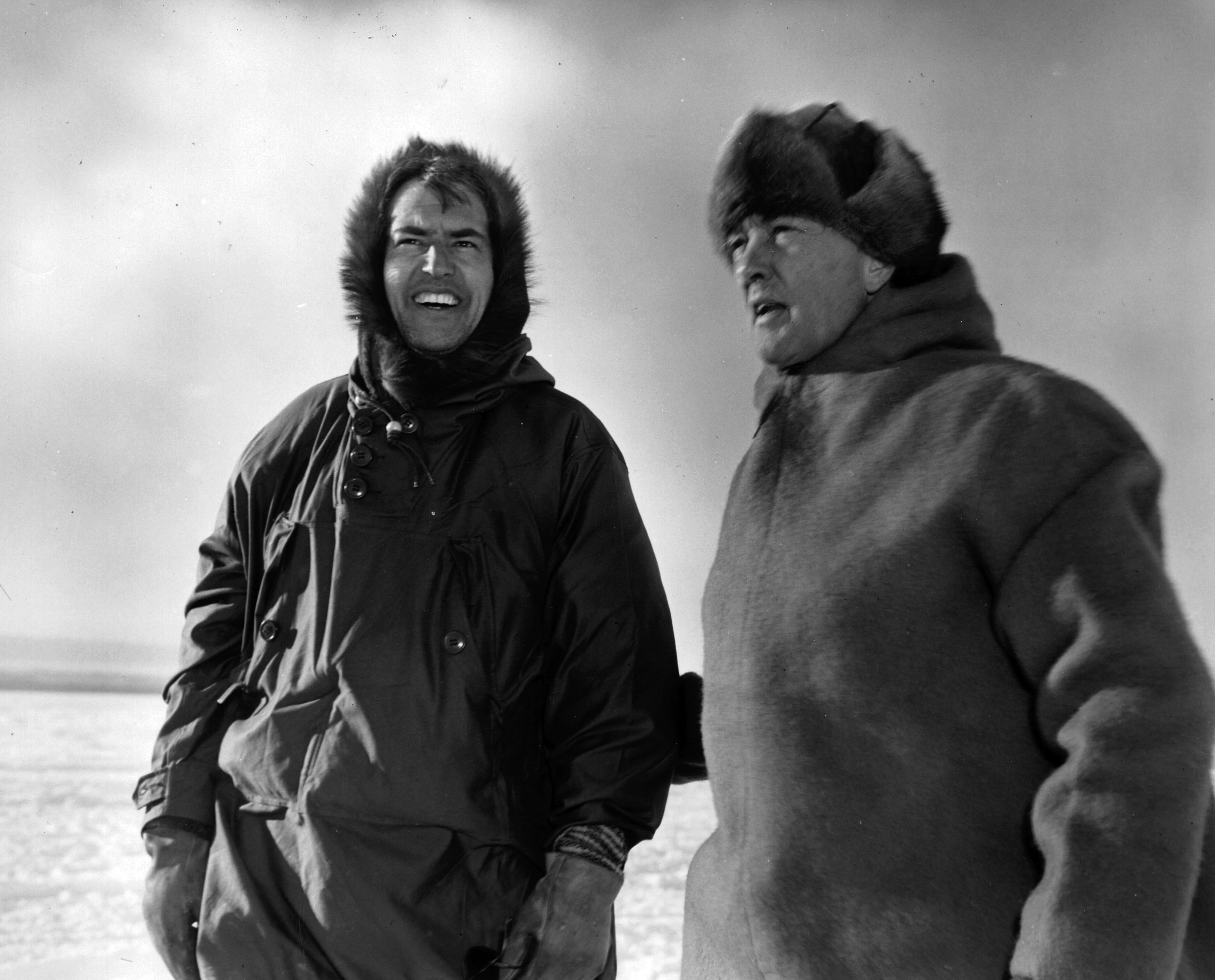
Paul Siple und Konteradmiral Byrd in der Antarktis während der Operation Highjump 1947

Paul Allman Siple (* 18. Dezember 1908 in Montpelier (Ohio); † 25. November 1968 in Arlington County, Virginia) war ein US-amerikanischer Antarktisforscher und Geograph.
Siple war der Sohn des deutschstämmigen Clyde L. Seiple und Fannie H. Allman. Er besuchte das Allegheny College in Meadville, Pennsylvania, und die Clark University in Worcester, Massachusetts.
Siple nahm an sechs Expeditionen in die Antarktis teil, einschließlich an allen, die von Konteradmiral Byrd, der sein Förderer und enger Freund wurde, geleitet wurden. Sie führen Siple u. a. zur Siple-Küste (1928–1930) und zur Siple-Insel (1933–1935). Bei seiner ersten Expedition, der Byrd Antarctic Expedition (1928–1930), war Siple erst 19 Jahre alt und als offizieller Repräsentant der amerikanischen Pfadfinder, den Boy Scouts of America, unter großer Anteilnahme der amerikanischen Öffentlichkeit, unter tausenden Bewerbern dafür ausgewählt worden.
Paul Siple und Charles F. Passel (1915–2002) entwickelten während des Zweiten Weltkrieges im Auftrag der US-Regierung ein „Windchill“ genanntes Maß für die windbedingte Abkühlung eines Menschen. Dazu führten sie im Winter 1941 während der dritten von Byrd geleiteten Antarktisexpedition (1939–1941) ein entsprechendes Experiment an einem Modell durch und übertrugen die daraus gewonnenen Erkenntnisse auf den Menschen.
Siple war Leiter  West Base (auch bekannt als Little America III) während der United States Antarctic Service Expedition (1939–1941). Hier nahm er als Navigator an allen wichtigen Erkundungsflügen teil. Bei einem dieser Flüge wurde ein Vulkan entdeckt, der später nach ihm benannt wurde (Mount Siple). Siple war von 1946 bis 1947 im Auftrag der US-Armee Teilnehmer an der antarktischen Operation Highjump, einem Unternehmen der US Navy. Von 1956 bis 1957 war er der erste wissenschaftliche Leiter der Amundsen-Scott-Südpolstation. Als „Director of Scientific Projects“ war er ferner an der Planung des Internationalen Geophysikalischen Jahres beteiligt, das vom 1. Juli 1957 bis zum 31. Dezember 1958 stattfand. Von 1963 bis 1966 diente er als erster US-amerikanischer Wissenschaftsattaché für Australien und Neuseeland.
In der Ausgabe vom 31. Dezember 1956 widmete das TIME-Magazin Siple eine Titelgeschichte und sein Bild war auf der Titelseite.
Neben der Siple-Küste, der Siple-Insel, dem Siple Dome und der 1969 errichteten Siple-Station in Ellsworthland trägt auch der antarktische Vulkan Mount Siple seinen Namen.

## Bücher
Siple schrieb vier Bücher:
- A Boy Scout with Byrd, erschienen im Winter 1931.
- Exploring At Home, im September 1932.
- Scout to Explorer, 1936.
- 90 Degrees South, 1959.